# Bert sabbar allt
Bert sabbar allt är en svensk familjefilm som har premiär 2025. Filmen är regisserad av Manuel Concha, med manus skrivet av Tapio Leopold. Den är baserad på Berts universum av Anders Jacobsson och Sören Olsson med huvudrollen Bert Ljung spelad av Axel Adelöw.
Filmen har biopremiär i Sverige den 24 oktober 2025, utgiven av SF Studios.

## Rollista
| Axel Adelöw               | – Bert Ljung              |
| Viggo Rapo                | – Åke                     |
| Matilda Gross             | – Molly                   |
| Sigge Dorsin              | – Klas "Klimpen" Svensson |
| Elvis Karlsson            | – Lill-Erik               |
| Isabella Pessoa Fernandes | – Thora                   |
| Josefin Neldén            | – Madelene Ljung          |
| Klas Eriksson             | – Fredrik Ljung           |
| Peter Magnusson           | – präst                   |
| Joel Adolphson            |                           |

## Produktion
Filmen är producerad av Rebecka Lafrenz och Helena Hällgren för FLX, i samproduktion med Filmpool Nord och SF Studios. Den började spelas in i Luleå den 9 september 2024.